# ۵۰۵ گیمز
گیمز ۵۰۵ (انگلیسی: 505 Games) شرکت بازی ویدئویی ایتالیایی است، که در سال ۲۰۰۶ تأسیس شد.